# 新日沃季夫
49°16′8″N 29°32′15″E / 49.26889°N 29.53750°E
新日沃季夫（烏克蘭語：Новоживотів），是烏克蘭的村落，位於該國西南部文尼察州，由文尼察區負責管轄，始建於1640年，面積4.72平方公里，海拔高度200米，2001年人口1,413。